# Raheem Edwards
Raheem Nathaniel Anfernee Edwards (ur. 17 lipca 1995 w Toronto) – kanadyjski piłkarz pochodzenia jamajskiego występujący na pozycji lewego obrońcy lub pomocnika, reprezentant Kanady, od 2025 zawodnik amerykańskiego New York Red Bulls.